# Krokodil kommandó
A Krokodil kommandó (eredeti cím: S. O. S. Croco) francia televíziós rajzfilmsorozat, amely az 1996-os Kenguk testvérsorozata is. Magyarországon 1998-tól 1999-ig sugározta az RTL Klub televíziós csatorna.

## Történet
A sorozat főszereplői, Johnny, Laffy és Barry az Azték sivatagban élnek, ahol egy szerelőműhelyben dolgoznak. Ám ez csak a látszat, mert a krokodilok valójában a S.T.A.R szervezet titkosügynökei, akikre bármilyen szövevényes ügyet bízhatnak. Ha épp valami sürgős megbízásuk akad, megszólal a műhelyükben felállított szirénázó szerkezet, és a három jó barát otthagyva csapot-papot, felölti a szolgálati öltözékét, majd repülő autójukba pattanva a titkos szervezet főhadiszállása felé veszik az irányt.
A S.T.A.R szervezet főnöke a bogaras Sir Mac Monk, aki az irodájában lévő high-tech kommunikációs rendszer segítségével követi nyomon titkosügynökei munkáját. A S.T.A.R. ügynökei ugyanis a világ összes országában jelen vannak, és nemcsak egymással, hanem főnökükkel is tartják a kapcsolatot. Ha épp valami sürgős és rendkívül veszélyes feladat adódik, Sir Mac Monk rendszerint a három jól képzett krokodilt kéri fel az ügy felderítésére. A szervezet fontos tagja Miss Janet, a titkárnő, aki szintén kettős életet él; Sir Mac Monk számára ő a megbízható és nélkülözhetetlen munkatárs, ám ha a krokodil kommandó tagjai patthelyzetbe kerülnek (és persze a főnök is távol van), Miss Janet maga is titkosügynöki ruhát ölt, és titokban segítségükre siet. 
És mintha mi sem történt volna, az akció után Miss Janet visszaölti saját magát titkárnői ruhába és eltussolja merész tetteit, sőt (ha Sir Mac Monk rákérdez) Miss Janet le is tagadja akcióit, hazudik Sir Mac Monknak, mert Miss Janet is, mint ahogy mindenki más, fél a büntetéstől és, hogy ne derüljön ki az igazság. 
A Krokodil kommandó tagjainak mindig akad valami fontos küldetésük, hiszen a világuralomra törő egykori S.T.A.R munkatárs, Craine, valamint Sharka mindig valami gonosz terven törik a fejüket...

## Szereplők
| Szereplő      | Eredeti hang                                         | Magyar hang                                         |
| ------------- | ---------------------------------------------------- | --------------------------------------------------- |
| Johnny        | Daniel Beretta                                       | Gyabronka József                                    |
| Laffy         | Guillaume Lebon (1-6.) Jean-Claude Montalban (7-65.) | Halmágyi Sándor                                     |
| Barry         | Benoît Allemane                                      | Both András                                         |
| Miss Janet    | Valérie de Vulpian                                   | Biró Anikó                                          |
| Sir Mac Monk  | Roger Carel                                          | Izsóf Vilmos                                        |
| Lady Mac Monk | Evelyne Grandjean                                    | Bessenyei Emma                                      |
| Dr. Craine    | Gérard Rinaldi                                       | Melis Gábor                                         |
| Sharka        | Roger Carel                                          | Horányi László                                      |
| Professzor Z  | Roger Carel                                          | Balázsi Gyula                                       |
| Don Alfons    | N/A                                                  | N/A                                                 |
| Nagy Alberta  | N/A                                                  | Vennes Emmy                                         |
| Ted Boo       | N/A                                                  | Breyer Zoltán                                       |
| Chertok       | N/A                                                  | Bartucz Attila (1. hang) Seszták Szabolcs (2. hang) |
| felolvasó     | felolvasó                                            | Bordi András                                        |

## Epizódok
1. A sírás kimerít
2. A sárkány tüze
3. Az aranyláz
4. Tiltott övezet
5. Craine a tolvajok sarkában
6. A túlvilág tükre
7. A kalandos fogadás
8. Veszélyes operáció
9. Az átkozott tűzhányó
10. Lady Mac Monk elhunyt
11. Veszedelmes éjfél
12. Az ördögi labirintus
13. Még több segítség Krokóknak
14. Harry rokon retúrjegye keletre
15. GY-10, lopási kísérlet
16. A Loch Ness-i szörny
17. Küldetés a hátizsákban
18. A hold éjszakán kívül
19. A Korfu-i csapda
20. Alberta nyakékjának szégyene
21. A bosszú
22. Hamis aprópénz
23. Lady Mac Monk utazik
24. Mikor érkezel Miss Janet?
25. A bouddhista orchideája
26. Titkos tudomány
27. Sir Mac Monk ifjúsága
28. Veszedelem a jégmezőben
29. A halál közelében
30. A Krokók bizonyos napja
31. Harry rokon hőstette kirúg a hámból
32. Óriás puszta
33. Don Alfonso törvényei
34. A Krokók elpáholják más bőrét
35. Nyugalom lépésről lépésre
36. Craine és a dupla hastájék
37. Térközi segítség a Krokóknak
38. Meg kell védeni Albertát
39. Álarcos a sötétben
40. Nordicra földre ér
41. Utazás Ausztráliába
42. 24 dologidő mentés és teremtés céljával
43. Nevezett Lady Mac Monk
44. Nem azonosított űrrakéta állomás
45. New-York lámpái
46. Miss Janet a kijáraton van
47. Mi elmozdítjuk apa karácsonyfáját
48. Teljes terroruralom
49. A szorult helyzetben sóváró park
50. Az átkozott üstökös
51. Titán hajótörés
52. Mi ráruházzuk az Eiffel-Tornyot
53. A bronzezüst alma
54. Különös nézet dolgában részt vesz
55. Harry rokon házassága
56. Hová utazol Joconde, keletre?
57. 4000 mèteres sebességgel tetőtől talpig
58. Teljes segítség Nessie-nek
59. A Krokók lázítanak
60. Tájfun a Bermuda-szigeteken
61. Értesítés a fáraótól
62. Jókora titok
63. Az utolsó bosszú
64. A Highland-i kísértet
65. Max Mac Guffin igazsága kiderül
66. Befutás emelőrúddal, rosszkedvűen